# Tossal de les Viudes
|  | Aquest article tracta sobre el puig a cavall dels termes de Guixers i Montmajor. Si cerqueu el puig al terme d'Artesa de Segre, vegeu «Tossal de les Viudes (Artesa de Segre)». |

El Tossal de les Viudes (a la contrada se l'anomena el Tossal de la Viuda) és una muntanya de 1.379 metres que es troba entre els municipis de Montmajor al Berguedà i de Guixers al Solsonès. És el cim més alt de la Serra dels Bastets. El vessant nord forma part del terme municipal de Guixers i el vessant sud del de Montmajor (i més concretament, de l'enclavament de Valielles de Busa).
Es puja fàcilment al cim des del coll del Grauet, salvant un desnivell d'uns 200 metres. No hi ha camí aparent, però sovintegen els pedrons que senyalen els passos dubtosos. Ofereix una espectacular vista de les agulles i crestes paraleles de la Serra dels Bastets fins a la Creu del Codó.

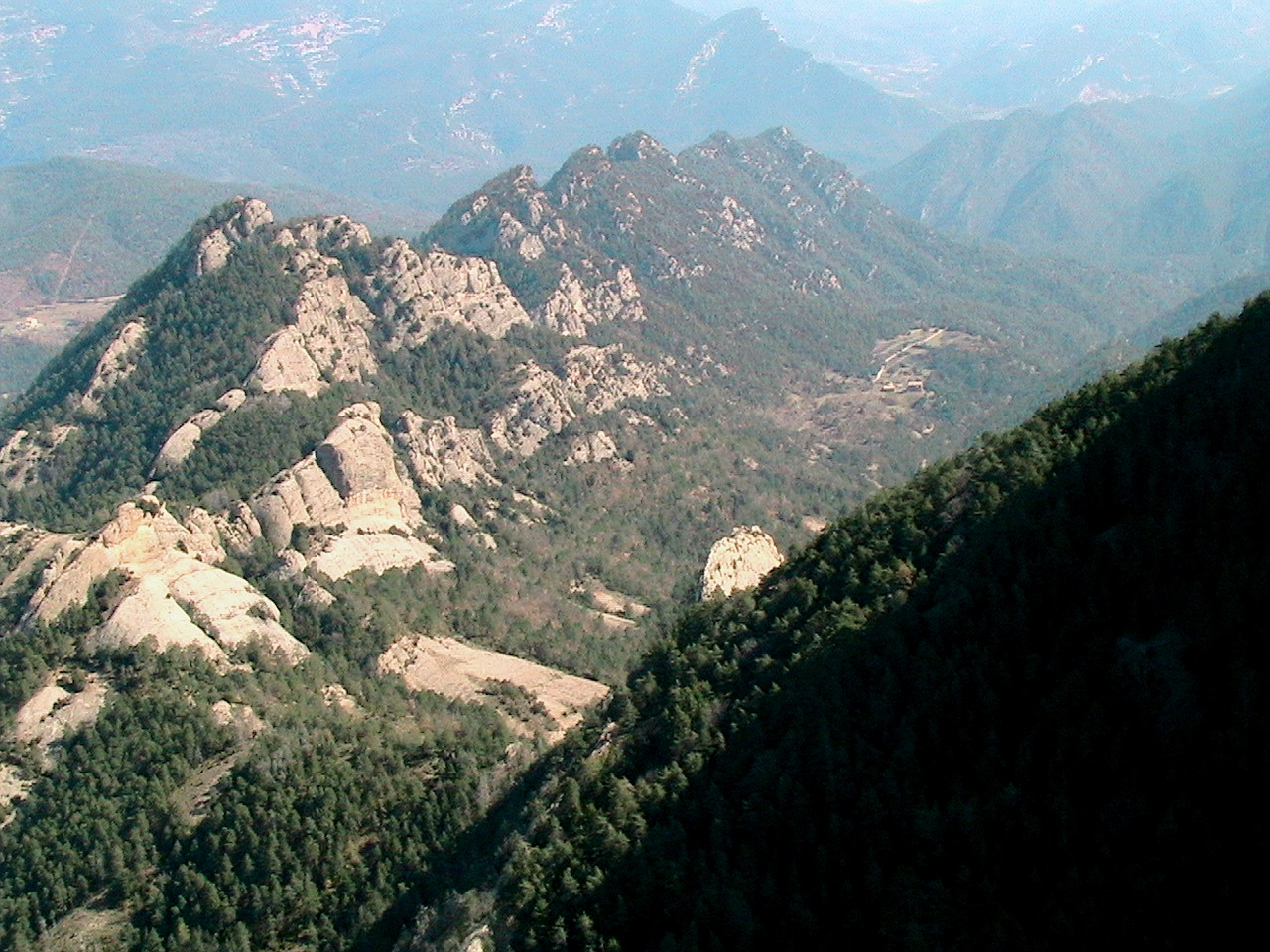
Serra de Valielles des de Busa (imatge amb anotacions)

Aquest cim està inclòs al llistat dels 100 cims de la FEEC.